# Eliane Robert Moraes
Eliane Robert Moraes (21 de julho de 1951) é uma crítica literária brasileira conhecida principalmente por seus trabalhos sobre literatura erótica, Hilda Hilst e o Marquês de Sade. É professora da Faculdade de Filosofia, Letras e Ciências Humanas da Universidade de São Paulo e professora aposentada da Pontifícia Universidade Católica de São Paulo.